# Cầu ngói Phát Diệm

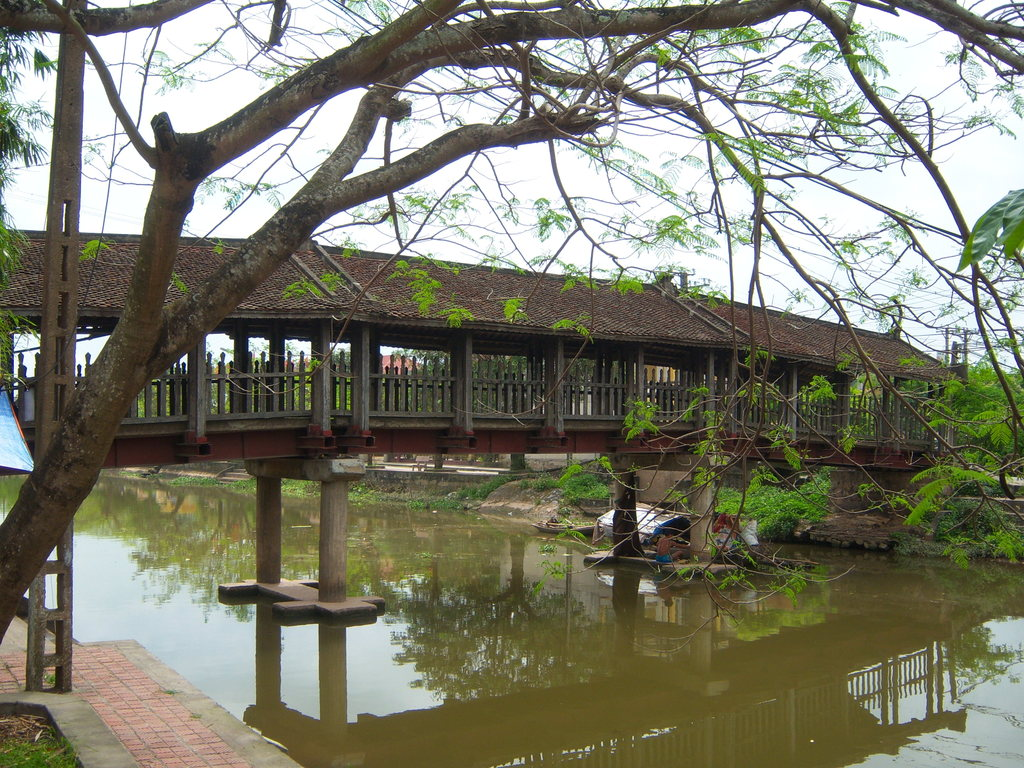
Cầu ngói Phát Diệm

Cầu ngói Phát Diệm là một cây cầu bắc qua sông Ân tại thị trấn Phát Diệm, huyện Kim Sơn, tỉnh Ninh Bình, Việt Nam. Cầu ngói Phát Diệm nằm trong quần thể cầu ngói Kim Sơn gồm 3 cầu ngói rất gần nhau là cầu ngói Hòa Bình, cầu ngói Lưu Quang và cầu ngói Phát Diệm. Cầu ngói là một trong những đại diện tiêu biểu cho kiểu kiến trúc xây dựng đặc trưng xứ Sơn Nam xưa, được nhắc đến trong dân gian: "cầu Nam, chùa Bắc, đình Đoài". Đây là một cầu cổ kính có kiến trúc độc đáo theo kiểu thượng gia hạ kiều (trên nhà, dưới cầu), từng được in trên bộ tem bưu chính Việt Nam và đã được xếp hạng di tích lịch sử văn hóa.

## Lịch sử
Huyện Kim Sơn xưa kia là vùng đất sình lầy ven biển, do Nguyễn Công Trứ chiêu dân, lập ấp, quai đê, lấn biển lập nên vào năm 1829. Cùng với việc lấn đất bãi bồi ven biển mở làng, ông đã cho xây dựng hệ thống thủy lợi để dẫn nước ngọt về thau chua rửa mặn. Sông Ân chảy qua thị trấn Phát Diệm là một công trình thủy lợi được ông cho xây dựng trong nhiều năm, là dòng sông chính cung cấp nước tưới tiêu ruộng đồng cho người dân.
Khi có con sông này, việc đi lại của người dân gặp khó khăn nên Nguyễn Công Trứ đã cho xây dựng một cây cầu nối hai bờ sông Ân. Ban đầu cầu được xây dựng bằng thân những cây gỗ to, những tấm gỗ lớn, cầu rộng giúp người dân đi lại thuận tiện. Về sau, cầu bị hư hại sau một thời gian dài sử dụng nên đến năm 1902 cây cầu này được thay thế bằng một cây cầu ngói.
Trải qua gần 200 năm, cầu ngói Phát Diệm ngày nay vẫn còn giữ được nguyên dáng vẻ ban đầu. Cùng với nhà thờ đá, cây cầu đã trở thành biểu tượng của vùng đất Kim Sơn.

## Kiến trúc
Hai bên thân cầu ngói Phát Diệm có hai dãy lan can và cột đều bằng gỗ lim. Trên cầu là mái che cầu phong li tô, lợp ngói đỏ cổ truyền của vùng đồng bằng Bắc Bộ. Lối đi hai đầu cầu có các bậc tam cấp. So với Chùa Cầu Hội An và cầu ngói Thanh Toàn, cầu ngói Phát Diệm có dáng vẻ nhẹ nhàng và thanh thoát, thể hiện tài năng sáng tạo đặc biệt.
Cầu có dáng cong cầu vồng, bên trên lợp ngói đỏ truyền thống của vùng đồng bằng Bắc Bộ. Hai bên là hai hàng cột gỗ và những song gỗ lim. Cầu có 3 nhịp, mỗi nhịp có 4 gian. Chiều dài cầu là 36 m, chiều rộng là 3 m.
Đây được đánh giá là cây cầu hiếm và có giá trị nghệ thuật cao nhất trong các loại cầu cổ ở Việt Nam. Cầu vừa có chức năng giao thông, vừa là một mái đình cổ kính, hơn nữa lại là điểm dừng chân tránh mưa nắng, nơi đôi lứa hẹn hò.
Dân gian có câu "cầu Nam, chùa Bắc, đình Đoài" để ca ngợi vẻ đẹp kiến trúc những cây cầu cổ ở xứ Sơn Nam, trong đó có cầu Ngói Phát Diệm ở Kim Sơn, cầu Trà Là ở thành phố Hoa Lư, cầu ngói Thượng Gia ở Gia Lập, Gia Viễn và cầu Đông ở cố đô Hoa Lư. Cầu Ngói Phát Diệm đã được xếp hạng Di tích kiến trúc nghệ thuật năm 2018.